# Aprilia RS 660
Die Aprilia RS 660 ist ein Motorradmodell des italienischen Herstellers Aprilia. Die vollverkleidete RS 660 ist ein Teil von Aprilias Supersport-Reihe.

## Geschichte
Das Motorrad wurde 2019 auf der EICMA-Motorradmesse vorgestellt und seit Herbst 2020 wird im Aprilia Werk in Noale gebaut.

## Technische Daten
Der Motor ist ein flüssigkeitsgekühlter Reihen-Zweizylindermotor mit zwei obenliegenden Nockenwellen und einem Hubzapfenversatz von 270°.  Er hat einen Hubraum von 659 cm³, was sich aus einer Bohrung von 81 mm und einem Hub von 63,93 mm ergibt. Der Antrieb leistet 73 kW (100 PS) bei einer Drehzahl von 10.500 Umdrehungen pro Minute und ein Drehmoment von 67 Nm bei 8500/min. Für den A2-Führerschein bietet Aprilia eine leistungsreduzierte Variante mit 35 kW (48 PS) an, die sich auf 70 kW (95 PS) entdrosseln lässt.
Die Leistung wird durch eine Mehrscheibenkupplung (Anti-Hopping) im Ölbad, ein Sechsganggetriebe und einen Kettenantrieb auf das Hinterrad übertragen.
Das Motorrad hat eine Brembo-Bremsanlage mit einer 320-mm-Doppelscheibe vorn und einer 220-mm-Einzelscheibe hinten.

## Fahrgestell
Aprilia verwendet bei dem Motorrad einen Aluminum-Brückenrahmen mit Motor als tragendes Element. Das Vorderrad wird an einer Kayaba Upside-Down-Gabel mit einem Standrohrdurchmesser von 41 mm geführt, hinten ist es eine  Aluminium-Zweiarmschwinge mit einem Kayaba-Monofederbein. Beide Federelemente lassen sich in der Federvorspannung und Zugstufendämpfung einstellen. Die Reifendimensionen sind vorne 120/70 R17 und hinten 180/55 R17 (alternativ 180/60 R17).

## Elektronik und Ausstattung
Das Cockpit hat ein 4,3-Zoll-TFT-Farbdisplay. Es gibt mehrere Fahrassistenzsysteme, darunter Kurven-ABS, Traktionskontrolle, Anti-Wheelie-Kontrolle, Kurvenlicht und Tempomat. Die Maschine wird serienmäßig mit einem Quickshifter mit Blipperfunktion ausgeliefert, der kupplungsloses Schalten erlaubt.